# Bekkouche Lakhdar
Bekkouche Lakhdar (în arabă بكوش الأخضر) este o comună din provincia Skikda, Algeria.
Populația comunei este de 15.176 de locuitori (2008).